# Winsford (Cheshire)
Winsford ist eine Stadt und eine Verwaltungseinheit in der Unitary Authority Cheshire West and Chester in der Zeremoniellen Grafschaft Cheshire, England. Winsford ist 8 km von Northwich entfernt. Im Jahr 2019 hatte die Stadt eine Bevölkerung von 31.434 Einwohnern. Im Jahr 2011 hatte die Verwaltungseinheit eine Bevölkerung von 30.481 Einwohnern. Die Hauptteile Over und Wharton sind durch den Fluss Weaver getrennt.

## Persönlichkeiten
- Gertrude Maud Robinson (1886–1954), Chemikerin
- Alan Oakes (* 1942), Fußballspieler
- Jack Abbott (1943–2002), Fußballspieler
- Glyn Pardoe (1946–2020), Fußballspieler
- Richard Fox (* 1960), Kanute
- Clare Calbraith (* 1974), Schauspielerin
- Danny Fox (* 1986), Fußballspieler
- Nicky Maynard (* 1986), Fußballspieler